# Raška
Raška (cyr. Рашка) – miasto w Serbii, w okręgu raskim, siedziba gminy Raška. W 2011 roku liczyło 6590 mieszkańców.
W mieście rozwinął się przemysł szklarski.